# Ålstensgatan
Koordinaten: 59° 19′ 12,4″ N, 17° 57′ 16,8″ O

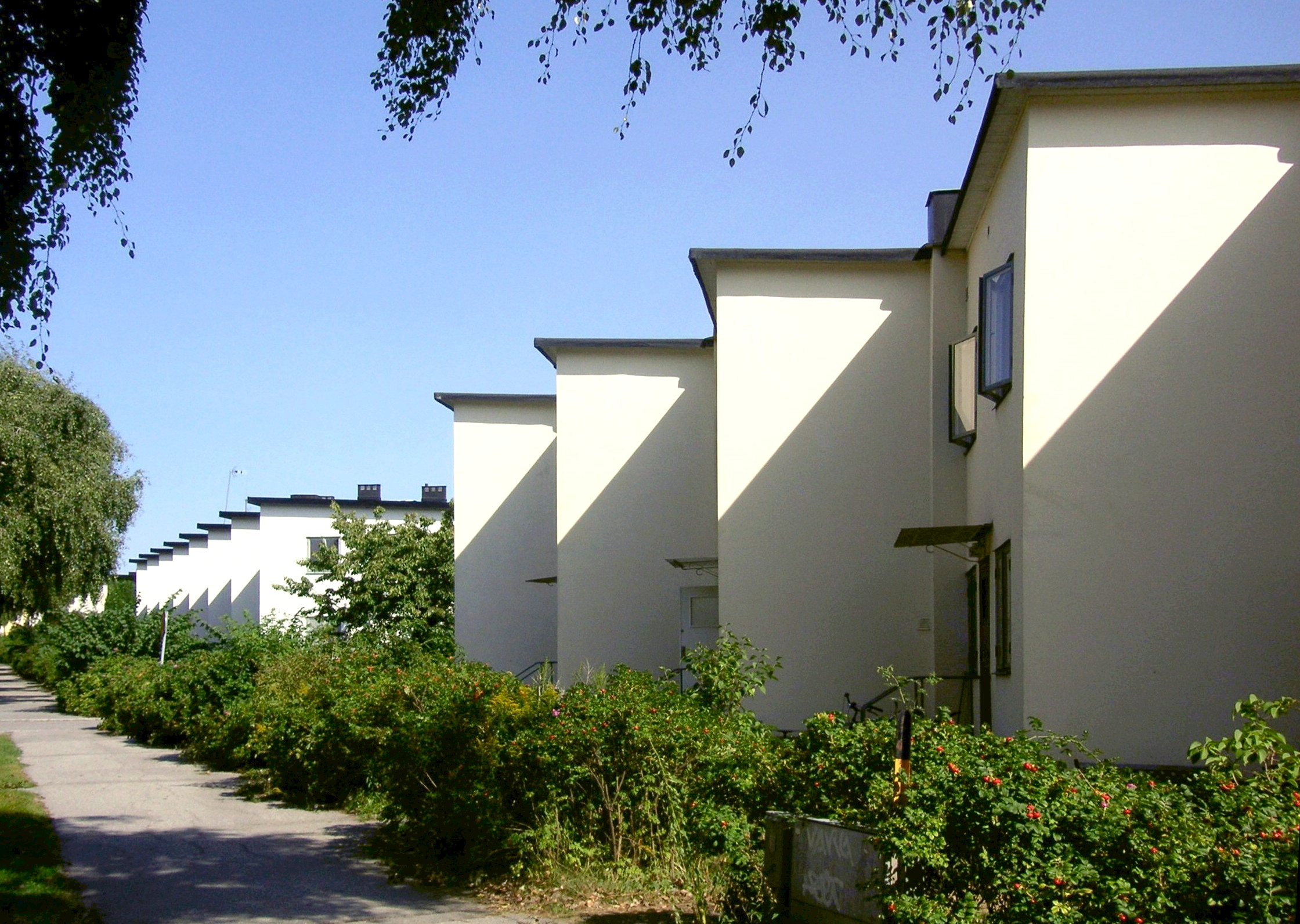
Ålstensgatan im Sommer 2007

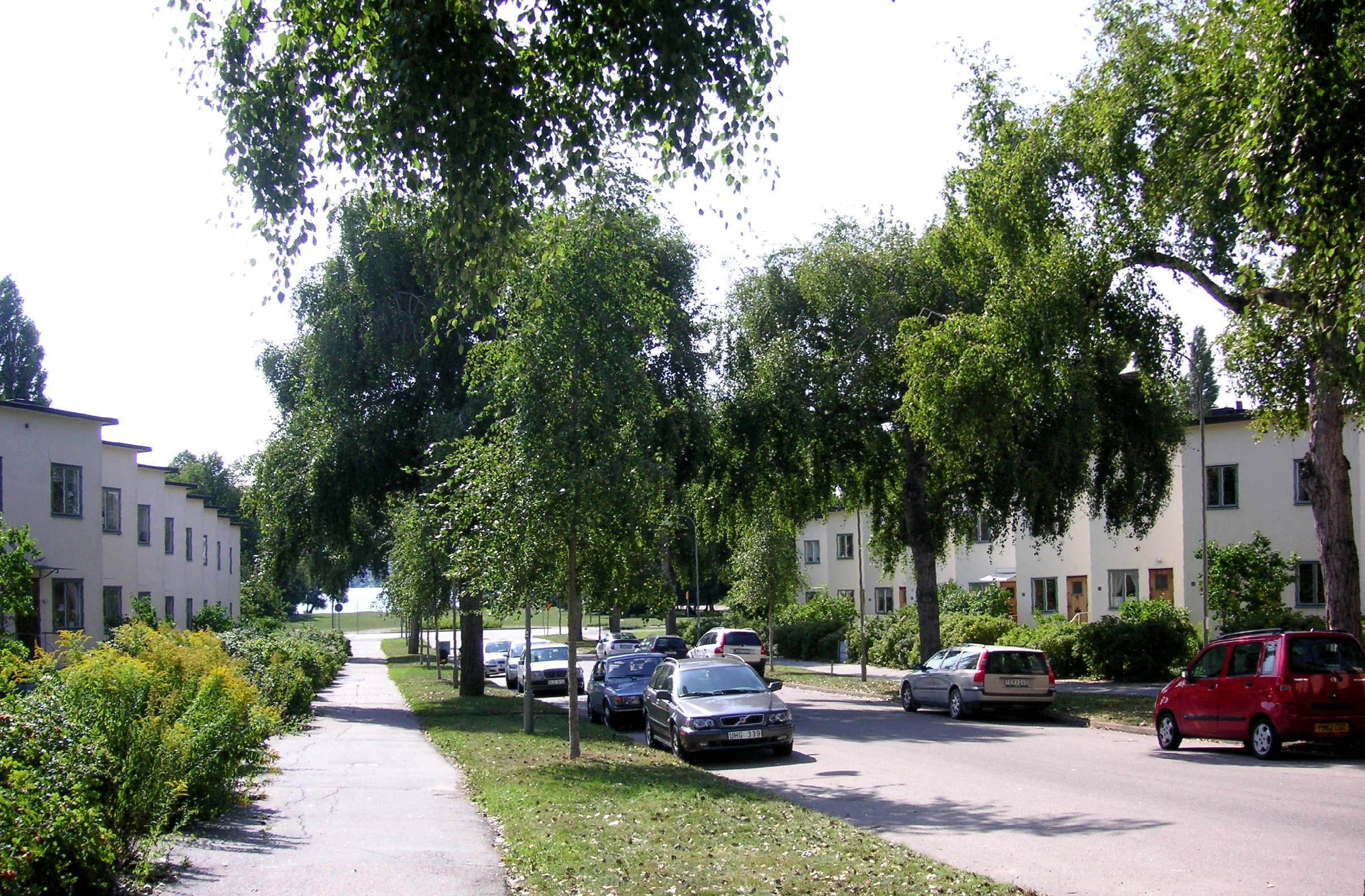
Ålstensgatan im Sommer 2007

Ålstensgatans radhusområde ist eine Reihenhaussiedlung in Bromma, Stadtteil Ålsten im Nordwesten Stockholms. Die Siedlung wurde 1932 von Architekt Paul Hedqvist entworfen und während der Jahre 1932 bis 1933 erbaut. 
Die Häuser der Reihenhaussiedlung Ålstensgatan werden im Volksmund auch die Per-Albin-Häuser genannt, da hier der  Ministerpräsident von Schweden Per Albin Hansson bis zu seinem Tod 1946 gewohnt hatte.

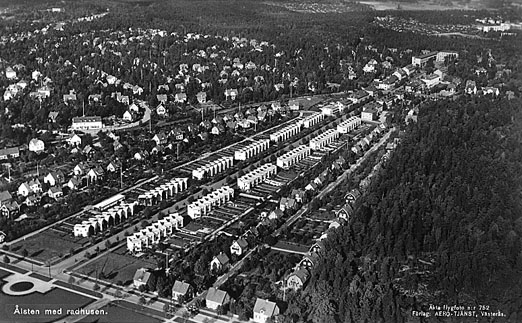
Das neugebaute Ålsten

Die Häuser sind im typischen Stil des schwedischen Funktionalismus der 1930er Jahre entworfen worden, alle einheitlich weiß geputzt und mit flachen, auskragenden Dächern versehen. Die 94 Häuser sind in zwei langen Reihenhauszeilen in Nord-Süd-Richtung in unmittelbarer Nähe zum Mälaren hin angeordnet und untereinander seitlich verschoben, so dass ein Zick-Zack-Muster entsteht. Dadurch erhielt jedes Haus einen geschützten Eingang und einen Garten. 
Anfangs war es schwer, Käufer für die Häuser zu finden, aber sie wurden alsbald akzeptiert, nachdem Per Albin Hansson hier einzog. Nach der Fertigstellung kostete ein Haus ungefähr 3000 Kronen, heute (2008) werden für ein Reihenhaus der Ålstensgatan um die 4,5 Millionen Kronen (ca. 450.000 Euro) verlangt.

## Quelle
- Guide till Stockholms arkitektur. Arkitektur Förlag AB, 2005